# Парниця (Грифінський повіт)
Парниця (пол. Parnica) — село в Польщі, у гміні Бане Грифінського повіту Західнопоморського воєводства.
Населення — 86 осіб (2011).
У 1975-1998 роках село належало до Щецинського воєводства.

## Демографія
Демографічна структура станом на 31 березня 2011 року:
|          | Загалом | Допрацездатний вік | Працездатний вік | Постпрацездатний вік |
| -------- | ------- | ------------------ | ---------------- | -------------------- |
| Чоловіки | 46      | 16                 | 25               | 5                    |
| Жінки    | 40      | 12                 | 22               | 6                    |
| Разом    | 86      | 28                 | 47               | 11                   |